# Клюномуцунест кит на Тру
Клюномуцунестият кит на Тру (Mesoplodon mirus) е вид бозайник от семейство Hyperoodontidae.

## Разпространение и местообитание
Видът е разпространен в Австралия, Бахамски острови, Бермудски острови, Бразилия, Великобритания, Ирландия, Испания (Канарски острови), Канада, Мадагаскар, Мароко, Мозамбик, Португалия (Азорски острови), САЩ, Франция и Южна Африка.
Обитава крайбрежията на океани в райони с тропически и умерен климат.

## Описание
На дължина достигат до 5,2 m, а теглото им е около 2100 kg.